# Червень 2001
Червень 2001 — шостий місяць 2001 року, що розпочався у п'ятницю 1 червня та закінчився у суботу 30 червня.

## Події
- 1 червня — поява ляльок Bratz, майбутніх конкурентів Барбі.
- 7 червня — лейбористська парія Тоні Блера обрана на другий термін.
- 10 червня — переможцем Кубку конфедерацій 2001 року стала збірна Франції.
- 20 червня — Андреа Єйтс втопила у ванні п'ятьох своїх дітей і зізналася в цьому.